# Luciano Torani
Luciano Torani (Roma, 1º giugno 1952) è un tecnico del suono e produttore discografico italiano.

## Biografia

### Inizi
Comincia a lavorare nel maggio 1974 presso lo studio Titania di Roma dove, già dal 1976, affianca alla propria attività di tecnico del suono quella di produttore artistico, coproducendo i primi tre album dei Collage insieme ad Antonello De Sanctis e Marcello Marrocchi, principali autori dei brani del gruppo. Presso lo stesso studio, si occupa della realizzazione, tra gli altri, di:
- "Tabaret" - Enrico Montesano
- "Tutto il resto è noia"; "Ti perdo" - Franco Califano
- "L’Avventura" - La Bottega dell'Arte
- "Chiudi gli occhi e ascoltami"; "Parlami d’amore Mariù" - Mal
- "Le vent de l’amour"; "Magie d’amour" - Jean Pierre Posit
- "Fuori campo"; "Stazzi Uniti" - Piero Marras
- "Voci dal silenzio" - Enrico Intra
- "Gamma" (brano dei titoli di testa dell’omonimo sceneggiato televisivo - 1975) - Enrico Simonetti
- "Blue frog & others" - Enrico Simonetti

Nel 1977, insieme a Claudio Gizzi, Mario Maggi e Romano Musumarra, cura la realizzazione di "Automat", un album destinato a divenire nel tempo un vero e proprio cult della musica "Techno - Dance" d’epoca, in quanto suonato interamente ed esclusivamente con l’unico esemplare realizzato, e tuttora esistente, dell’ MCS 70 (Memory Controlled Synthesizer). L’ MCS 70, sintetizzatore monofonico progettato e costruito nel 1974 da Mario Maggi, fu in assoluto il primo sintetizzatore al mondo in grado di memorizzare su R.A.M. tutti i parametri relativi alle varie timbriche via via create - e pertanto richiamabili istantaneamente - dando luogo a quelli che in seguito sarebbero stati definiti "preset" nel mondo dei sintetizzatori.

### Anni 1980, 1990 e 2000
Dall’estate 1980 ad oggi, ha alternato lo svolgimento della propria attività come free-lance a collaborazioni in esclusiva con il Quattro 1 (1980 ÷ 1983; 1986 ÷ 1989) ed il Forum Music Village (1998 ÷ 2003) lavorando, tra gli altri, per i seguenti artisti:
- Alberto Sordi - "E va’… e va’…"; "Il gatto" (recording e mix)
- Eduardo De Crescenzo - "Ancora"; "Amico che voli"; “De Crescenzo”. Per tutti: recording e mix
- Mimmo Locasciulli - Intorno a trentanni; Sognadoro (recording e mix); (Adesso glielo dico) (mix); Uomini (recording e mix)

- Francesco De Gregori - "Titanic" (recording, mix e coproduzione artistica con De Gregori); "La donna cannone" (recording, mix e produzione artistica);  "Scacchi e Tarocchi" (recording di "La Storia" e "Poeti per l’estate"); "Musica Leggera", "Catcher in the sky" e "Niente da capire" (mix);   "Il Bandito e il Campione" (recording e mix di: "Il Bandito e il Campione" e mix del resto dell'album)
- Carmelo Bene - "Le avventure di Pinocchio" (montaggio delle voci e musica su multitraccia e mix finale)
- Teresa De Sio - "Tre" (overdubs e mix); "Toledo e Regina" (overdubs e mix); "Sindarella suite" (recording e mix)
- Fiorella Mannoia - "A te" · CD e DVD dedicato a Lucio Dalla (recording e mix) - 2013 *Renato Zero - "Leoni si nasce" e "Identikit Zero" (recording e mix); "Soggetti smarriti" (overdub  voce e mix); "Zero" (overdub voce); Tour teatrale invernale 1984/1985
- Pino Daniele - "Sció" (mix); "Ferry Boat" (recording, mix e coproduzione); Tour invernale 1985
- Claudio Mattone - "Scugnizzi" · regia di Nanni Loy (recording e mix delle musiche)
- Renzo Arbore - "Discao Meravigliao" (recording e mix); "Napoli, due punti a capo" (mix); "Napoli, punto esclamativo" (mix)
- Bobby Solo - "XV round" (mix)
- Gigliola Cinquetti - "Tutt’intorno" (recording, mix e coproduzione artistica con Mimmo Locasciulli)
- Mia Martini - "La mia razza" (mix di: "La nevicata del ‘56"; "Io e la Musica"; "La sola verità")
- Alessandro Haber - “Haberrante” (mix dell’intero album)
- Carmen Consoli - "Confusa e felice" (recording, mix e coproduzione artistica con Francesco Virlinzi)
- Vincenzo Spampinato - "Dolce amnesia dell’elefante"; "Antico suono degli dei"; "L’Amore nuovo"; "Judas". Per tutti: recording, mix e coproduzione artistica con Vincenzo Spampinato
- Giorgia - "Senza ali" (recording e mix su: "Di sole e d’azzurro". Mix del resto dell'album)
- Fijeri - "Endless" (recording parziale e mix. Coproduzione artistica con Richard Barbieri)
- Mario Biondi - "If " (mix di: "Cry anymore"; "I wanna make it"; "Something that was beautiful"; "Everlasting harmony"; overdub voce e mix su: "If" e "Bon de doer"
- Enrico Pieranunzi - "Fellini Jazz" (recording e mix); "Current Conditions" (mix)
- Luciano Pavarotti - "Ti adoro" (mix di: "Notte" e "Il Canto")
- Andrea Bocelli - "Andrea" (mix di: "In - canto"); "My way" (mix) *Alessandro Safina - "Insieme a te" (mix dell’intero album) *Francesco Malapena - "Francesco Malapena" (mix dell’intero album e coproduzione artistica)
- Vittorio Grigolo - "In the hands of love" (mix)

Colonne sonore:
- Ennio Morricone - "Padre Pio", regia di Giulio Base (recording e mix delle musiche)
- "Un difetto di famiglia", regia di Alberto Simone (idem come sopra)
- Marco Frisina - "Christus" (film girato nel 1916), regia di Giulio Cesare Antamoro
- "Giuseppe di Nazareth", regia di Raffaele Mertes
- "Maria Maddalena" · regia di Raffaele Mertes
- "Tommaso", regia di Raffaele Mertes
- "Giuda", regia di Raffaele Mertes; "Sant’Antonio da Padova", regia di Umberto Marino
- "Il Bambino di Betlemme", regia di Umberto Marino
- "Callas e Onassis", regia di Giorgio Capitani
- "Papa Giovanni", regia di Giorgio Capitani
- "La Divina Commedia L’Opera" (L’Uomo che cerca l’Amore), musical teatrale
- "Paolo VI, il Papa nella tempesta", regia di Fabrizio Costa
- "Chiara e Francesco", regia di Fabrizio Costa
- "Pompei", regia di Giulio Base
- "San Pietro", regia di Giulio Base

per tutti i titoli sopra riportati: recording e mix delle musiche
- Paolo Buonvino - "Je reste" · regia di Diane Kury
- "Manuale d’amore" e "Manuale d’amore 2", regia di Giovanni Veronesi
- "Il mio miglior nemico", regia di Carlo Verdone

per tutti i titoli sopra riportati: recording e mix delle musiche
- Luis Bacalov - "La regina degli scacchi", regia di Claudia Florio (recording e mix delle musiche)
- Francesco De Gregori; "Il muro di gomma", regia di Marco Risi (recording, mix e produzione artistica)
- Franco Piersanti - "Habemus Papam", regia di Nanni Moretti (recording e mix delle musiche)
- Valerio Vigliar, "L’ultimo terrestre", regia di Gian Alfonso Pacinotti, "Gipi" (mix delle musiche)

Musica per organo
registrazione, editing e produzione artistica del CD n°14 relativo all’opera omnia per organo di J.S. Bach realizzato dall’organista uruguayana presso la basilica di San Domenico in Rieti. (2013 - 2014)
- Cristina Banegas - Pontificio Organo Formentelli Dom Bedos - Roubo Benedetto XVI

### Anni 2010 e recenti
Dal 2010 collabora con la Fraterna Domus di Sacrofano per il restauro di documenti sonori relativi
al Fondatore, Don Francesco Bisinella, e per la registrazione di eventi organizzati all’interno della struttura stessa. Attualmente è impegnato anche nella creazione di corsi di Fonia per aspiranti tecnici del suono, nella individuazione di nuovi talenti ed in varie produzioni artistiche.